# Gōshi Itō
Gōshi Itō (jap. 伊藤 剛史, Itō Gōshi; * 9. Juli 1992 in Tomakomai, Hokkaidō) ist ein japanischer Eishockeyspieler, der seit 2015 bei den Nikkō IceBucks aus der Asia League Ice Hockey unter Vertrag steht.

## Karriere
Gōshi Itō begann mit dem Eishockey bei Tomakomai Mairin in seiner Geburtsstadt. 2008 wechselte er zu Komazawa Tomakomai, wo er bereits als 16-Jähriger in der Japan Ice Hockey League spielte. Nachdem er von 2011 bis 2015 für die Mannschaft der Chūō-Universität gespielt hatte, wechselte er zu den Nikkō IceBucks in die Asia League Ice Hockey.

### International
Für Japan nahm Itō im Juniorenbereich an den U18-Weltmeisterschaften 2008, 2009 und 2010 in der Division I teil.
Für das japanische Herren-Team spielte er erstmals bei der Weltmeisterschaft 2018 in der Division I. Auch 2019 spielte er für das Land der aufgehenden Sonne in der Division I.

## Asia-League-Statistik
(Stand: Ende der Saison 2019/20)